# Gabriel Leyva Velázquez
Gabriel Leyva Velázquez (Los Humayes, San Ignacio, Sinaloa, 30 de junio de 1896 - Ciudad de México, 19 de marzo de 1985) fue un militar y político mexicano: luchó en la Revolución Mexicana y posteriormente ocupó entre otros los cargos de Gobernador de Sinaloa, presidente del Partido Revolucionario Institucional, Senador y Diputado.

## Biografía
Gabriel Leyva Velázquez nació en la población de Los Humayes, municipio de San Ignacio, Sinaloa el 30 de junio de 1896, hijo de Gabriel Leyva Solano, líder de la oposición a Porfirio Díaz en Sinaloa asesinado el 13 de junio de 1910 y considerado protomártir de la Revolución Mexicana en el estado; inició sus estudios en Sinaloa de Leyva y posteriormente se trasladó a la capital del país a estudiar en la Escuela Normal de Maestros con una beca del gobierno del estado, ahí lo sorprendió la Decena Trágica y abandonando sus estudios se sumó a la lucha armada el 14 de mayo de 1914 en Mazatlán, incorporándose a las fuerzas de Álvaro Obregón del Ejército Constitucionalista.
Miembro del estado mayor de las fuerzas de Pablo Macías Valenzuela, posteriormente combatió en la Guerra Cristera a las órdenes de Juan B. Domínguez, ascendiendo en el escalafón militar por méritos de campaña. Nombrado comandante de la guarnición de la plaza de Tepic, Nayarit, ejercía dicho puesto cuando al ocurrir la ruptura entre el presidente Lázaro Cárdenas del Río y Plutarco Elías Calles, el Senado de la República decretó la desaparición de poderes en Sinaloa, como forma de destituir al gobernador callista Manuel Páez el 16 de diciembre de 1935, designando a Leyva como gobernador sustituto, permaneciendo en el cargo hasta el 12 de septiembre de 1936 en que el Congreso de Sinaloa lo destituyó y nombró gobernador a Guillermo Vidales.
Al año siguiente, 1937, es electo diputado federal a la XXXVII Legislatura, cuyo ejercicio concluyó en 1940, fecha en que a su vez fue elegido Senador por Sinaloa de ese año a 1946, además en adición a estos cargos de 1939 a 1940 fue oficial mayor de la campaña presidencial de Manuel Ávila Camacho y luego Secretario General de la Confederación Nacional Campesina del PRI de 1940 a 1943; se reincorporó al servicio activo en el Ejército Mexicano siendo nombrado comandante de la XXV Zona Militar de Puebla y en 1946 asumió la oficialía mayor de la Secretaría de la Defensa Nacional siendo su titular el general Gilberto R. Limón, de donde pasó a la comandancia de la I Región Militar con sede en la Ciudad de México.
En 1952 asumió la presidencia del Comité Ejecutivo Nacional del Partido Revolucionario Institucional, permaneciendo en dicho cargo hasta el 26 de abril de 1956 en que renunció al ser postulado por el mismo partido como candidato a Gobernador de Sinaloa, siendo electo, asumió el 1 de enero de 1957 para concluir su cargo el 31 de diciembre de 1962. Concluyendo dicho cargo regresó al servicio activo al Ejército y fue comandante de la XVII Zona Militar en el estado de Hidalgo; en 1970 fue elegido por segunda ocasión Senador por Sinaloa para el periodo de ese año al de 1976.
Falleció en la Ciudad de México el 19 de marzo de 1985 a la edad de 88 años.